# Max August von Schilcher

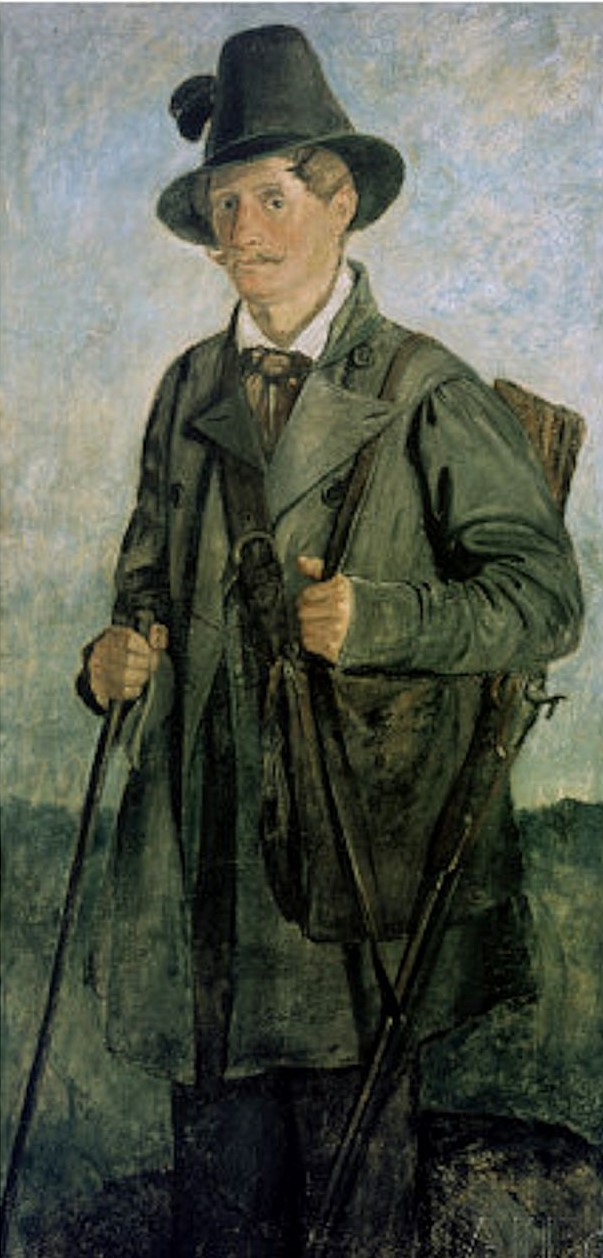
Max von Schilcher

Max August Schilcher, seit 1840 Ritter von Schilcher, (* 18. Mai 1794 in Mindelheim; † 17. Februar 1872 in München) war ein bayerischer Staatsmann.

## Leben
Er war der Sohn von Josef Anton Schilcher, königlich bayerischer Landesdirektionsrat und Gutsbesitzer auf Gut Schorn bei Starnberg, und dessen Ehefrau Antonie, geborene von Hofweller.
Schilcher besuchte bis 1812 das (heutige) Wilhelmsgymnasium München. Anschließend studierte er an der Universität Landshut Rechtswissenschaft. Noch im selben Jahr wurde er beim Corps Bavaria aktiv und rezipiert, aus dem er jedoch kurz darauf ausgeschlossen wurde. Ein Jahr darauf (1813) wurde er Mitglied des Corps Suevia. Nach Abschluss des Studiums – Note „vorzüglich“ – trat er in den bayerischen Staatsdienst. Nach einem Praktikum  beim Landgericht Günzburg (1816) legte er 1818 den (Staatskonkurs) ab. 1819 wurde er zum Kanzleiakzessisten bei der Regierung des Isarkreises und zum Aktuar, 1820 zum Assessor beim Landgericht Mühldorf am Inn ernannt. 1829 kam er als Landrichter an das Landgericht Berchtesgaden. 1831 wechselte er in gleicher Funktion an das Landgericht Altötting (älterer Ordnung). Am 1. Dezember 1838 zum Kabinettssekretär von König Ludwig I. berufen, hatte Schilcher alle dienstlichen Anträge der Staatsministerien, die Vorschläge der obersten Hofchargen und die Rechnungen der Hofstäbe zu unterbreiten und über das Zeitungs- und Theaterwesen zu referieren hatte.
Mit dem 1. Januar 1840 wurde Schilcher durch Ludwig I. mit dem Ritterkreuz des Verdienstordens der Bayerischen Krone beliehen. Damit verbunden war die Erhebung in den persönlichen Adelsstand und er durfte sich nach der Eintragung in die Adelsmatrikel (29. Januar 1840) „Ritter von Schilcher“ nennen. Mit dem 28. Mai 1862 erfolgte die Erhebung in den erblichen Adelsstand (Immatrikulation: 6. Juni 1862). Da er bei König Ludwig großes Vertrauen genoss, behielt Maximilian II. Joseph nach der Abdankung seines Vaters am 20. März 1848 Schilcher im Amt des Kabinettssekretärs. Als Zugeständnis an den Konstitutionalismus wurde das Kabinettssekretariat auf Vorschlag Schilchers am 15. November 1848 von Maximilian aufgelöst. Schilcher verblieb jedoch als Ministerialrat und Chef der Kabinettskanzlei, deren Geschäfte er bis 1856 führte, im unmittelbaren Dienst Maximilians. Er wurde 1852 zum Bayerischen Staatsrat ernannt und trat 1867 als solcher in den Ruhestand.
Verheiratet war Max von Schilcher mit Walburga Lackner (1811–1897), Weinwirtstochter aus Rosenheim. Der Ehe entstammten der Sohn Franz Sales (* 1836 in Altötting) und die Tochter Therese Maximiliane Maria (* 1841 in München).